# درو بریمور (بازیگر پورنوگرافی)
درو بریمور (انگلیسی: Dru Berrymore؛ زادهٔ ۱۱ اوت ۱۹۶۹) بازیگر پورنوگرافی آلمانی برندهٔ جایزه ای‌وی‌ان است.
وی در فیلم بزرگراه گمشده به کارگردانی دیوید لینچ نقش کوچکی بدون اینکه نامش در عنوان‌بندی فیلم ذکر شود و همین‌طور نقشی کوچک در فیلم جان‌سخت ۲ داشت.